# Cosmos 378
Cosmos 378 (en cirílico, Космос 378) fue un satélite artificial científico soviético perteneciente a la clase de satélites DS (el único de tipo DS-U2-IP) y lanzado el 17 de noviembre de 1970 mediante un cohete Cosmos 3 desde el cosmódromo de Plesetsk.

## Objetivos
La misión de Cosmos 378 consistió en realizar estudios sobre la ionosfera terrestre y los flujos de partículas cargadas en la misma.

## Características
El satélite tenía una masa de 400 kg (aunque otras fuentes indican 710 kg) y fue inyectado inicialmente en una órbita con un perigeo de 241 km y un apogeo de 1763 km, con una inclinación orbital de 74° y un periodo de 104,88 minutos.
Cosmos 378 reentró en la atmósfera el 17 de agosto de 1972.

## Resultados científicos
La órbita del cohete lanzador de Cosmos 378 fue analizada para estudiar el comportamiento de la atmósfera superior.
El satélite recogió datos sobre la ionosfera a altas latitudes e investigó la ionización de la región F de la ionosfera en el lado nocturno de la zona auroral.